# Paroisse St. John
Paroisse St. John est une paroisse dans le comté de Queens sur l'Île-du-Prince-Édouard, au Canada.
Elle contient les cantons suivants:
- Lot 50
- Lot 57
- Lot 58
- Lot 60
- Lot 62